# Flamminio Allegrini da Cantiano
Pour les articles homonymes, voir Famille Allegrini et Allegrini.
Flaminio Allegrini da Cantiano, né à Cantiano dans les Marches et mort à Rome en 1635, est un peintre italien baroque actif au début du XVIIe siècle.

## Biographie
Son fils, Francesco Allegrini da Gubbio et ses petits-enfants Flaminio et Anna Angelica  ont été aussi des peintres.

## Œuvres
- Mariage mystique de sainte Catherine accompagnée de Joseph et saint Thomas d'Aquin.
- La Bataille de Clavijo.
- Vierge à l'Enfant assise et entourée de deux anges